# Grössjön (Fjällsjö socken, Ångermanland, 708512-153245)
Grössjön är en sjö i Strömsunds kommun i Ångermanland och ingår i Ångermanälvens huvudavrinningsområde. Sjön har en area på 1,52 kvadratkilometer och ligger 246,2 meter över havet. Sjön avvattnas av vattendraget Jansjönoret.

## Delavrinningsområde
Grössjön ingår i det delavrinningsområde (708286-153401) som SMHI kallar för Utloppet av Grössjön. Medelhöjden är 274 meter över havet och ytan är 7,63 kvadratkilometer. Det finns inga avrinningsområden uppströms utan avrinningsområdet är högsta punkten. Jansjönoret som avvattnar avrinningsområdet har biflödesordning 3, vilket innebär att vattnet flödar genom totalt 3 vattendrag innan det når havet efter 159 kilometer. Avrinningsområdet består mestadels av skog (76 procent). Avrinningsområdet har 1,52 kvadratkilometer vattenytor vilket ger det en sjöprocent på 19,9 procent.